# Abedallah Shelbayh
Abedallah Shelbayh (Amán, 16 de noviembre de 2003) es un tenista profesional jordano.

## Carrera profesional
Su mejor ranking en individuales fue la posición N°181 el 29 de enero de 2024. En dobles fue el N°204, logrado el 16 de septiembre de 2024. Shelbayh representa a Jordania en la Copa Davis, donde tiene un récord de victorias y derrotas de 10-1.

## Títulos ATP Challenger (3; 1+2)
| Leyenda             | Individuales | Dobles |
| ------------------- | ------------ | ------ |
| ATP Challenger Tour | 1            | 2      |

| N.° | Fecha                | Torneo                   | Superficie | Oponente en la final | Resultado        |
| --- | -------------------- | ------------------------ | ---------- | -------------------- | ---------------- |
| 1.  | 1 de octubre de 2023 | Challenger de Charleston | Dura       | Oliver Crawford      | 6-2, 6-7(7), 6-3 |

#### Finalista (1)
| N.° | Fecha                 | Torneo               | Superficie | Oponente en la final | Resultado |
| --- | --------------------- | -------------------- | ---------- | -------------------- | --------- |
| 1.  | 19 de febrero de 2023 | Challenger de Manama | Dura       | Thanasi Kokkinakis   | 1-6, 4-6  |

### Dobles
| N.º | Fecha              | Torneo                 | Superficie    | Compañero     | Oponentes en la final                 | Resultado   |
| --- | ------------------ | ---------------------- | ------------- | ------------- | ------------------------------------- | ----------- |
| 1.  | 8 de abril de 2023 | Challenger de Barletta | Tierra batida | Daniel Rincón | Marco Bortolotti Sergio Martos Gornés | 7-6(3), 6-4 |
| 2.  | 6 de enero de 2024 | Challenger de Canberra | Dura          | Daniel Rincón | André Göransson Albano Olivetti       | 7-6(4), 6-3 |